# 小行星3606
小行星3606（英語：3606 Pohjola）是一颗围绕太阳公转的小行星。1939年9月19日，爾約·維薩拉在图尔库发现了此天体。
这颗小行星的绝对星等为108.4274578528683等。